# Campanula griffinii
Campanula griffinii är en klockväxtart som beskrevs av Nancy Ruth Morin. Campanula griffinii ingår i släktet blåklockor, och familjen klockväxter. Inga underarter finns listade i Catalogue of Life.

## Bildgalleri

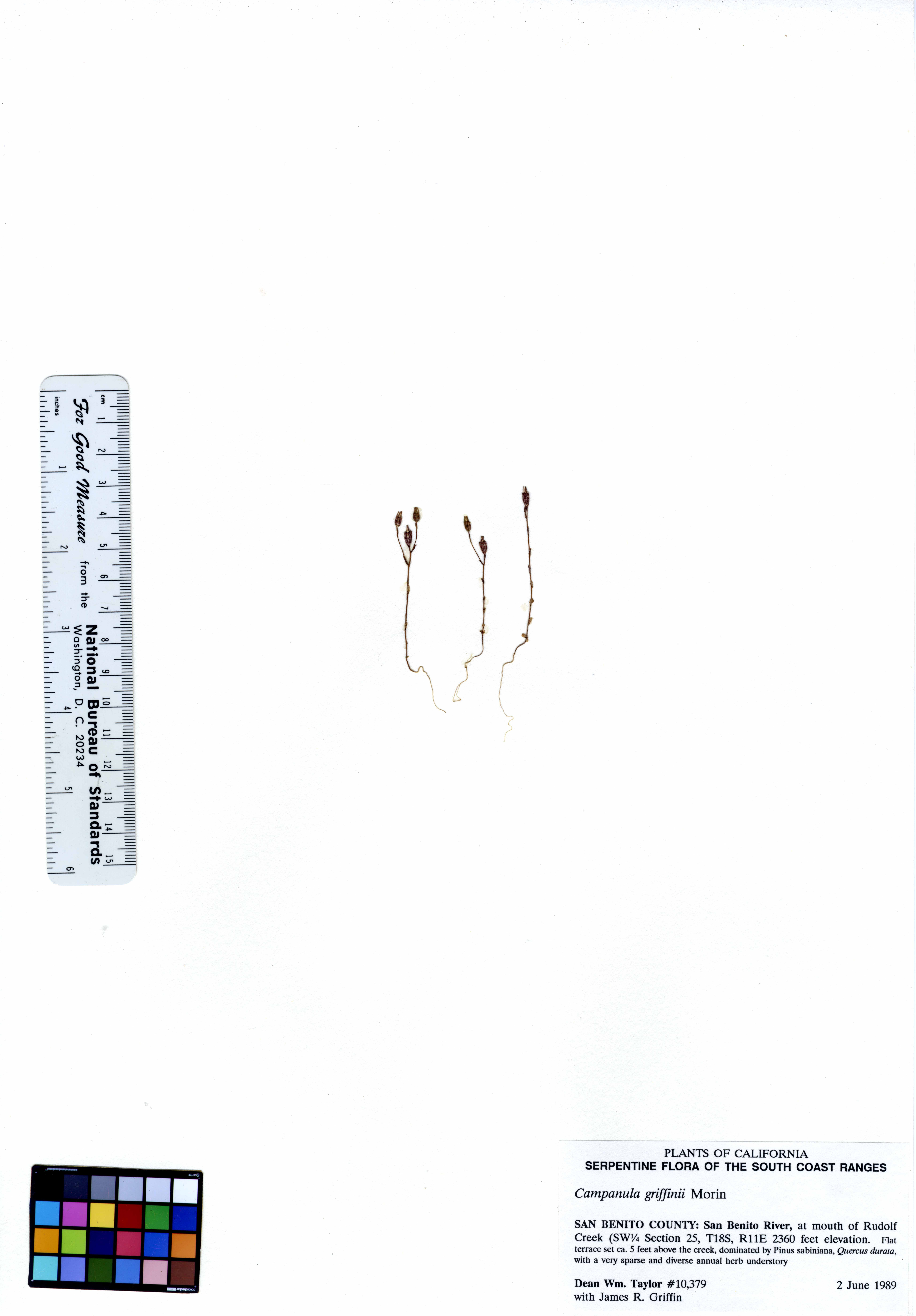